# Tubabkollon Point
Tubabkollon Point är en udde och fågellokal i Kiang West National Park i Gambia, på södra stranden av Gambiafloden. Den ligger i regionen Lower River, i den västra delen av landet, 80 km öster om huvudstaden Banjul. Tubabkollon eller Toubab Kollon betyder "den vite mannens brunn" och syftar på att det har funnits en portugisisk handelsstation på platsen. Det första portugisiska skeppet som nådde platsen ska ha varit Alvise Cadamostos expedition 1455, som därefter vände åter mot havet.